# Спектор Лев Юхимович
Лев Юхимович Спектор (27 січня 1904, село Ротмистрівка Київської губернії, тепер Черкаської області — ?) — радянський діяч, секретар ЦВК Кримської АРСР, секретар Президії Верховної ради Кримської АРСР, секретар Кримського обласного комітету ВКП(б).

## Біографія
Народився в єврейській родині. З 1915 по 1919 рік працював наймитом на млині в селі Ротмістрівці.
У 1919—1920 роках — кур'єр Миколаївського губернського відділу праці.
З 1920 по 1921 рік служив рядовим-добровольцем у Червоній армії, воював на Південному фронті проти військ барона Врангеля.
У 1921 році — завідувач господарської секції Миколаївського губернського відділу праці та Миколаївського губернського комітету комсомолу (КСМУ).
У 1922 році закінчив Миколаївську губернську радпартшколу.
У 1922—1923 роках — завідувач економічного відділу Миколаївського окружного комітету ЛКСМУ.
У 1923—1924 роках — завідувач відділу політичної просвіти Херсонського окружного комітету ЛКСМУ.
У 1924—1925 роках — завідувач шкільного відділу Одеського губернського комітету ЛКСМУ.
Член ВКП(б) з 1925 року.
У 1925—1930 роках — директор Одеського автотракторного технікуму.
Закінчив Одеський інститут народного господарства, економіст.
У 1930—1931 роках — начальник управління кадрів Тракторцентру СРСР у Москві.
З травня по жовтень 1931 року — курсант однорічних курсів РСЧА в Києві. У 1931—1933 роках — аспірант академії імені Леніна в Москві.
У 1933—1934 роках — начальник політичного відділу машинно-тракторної станції (МТС) смт Рудниця Піщанського району Вінницької області.
У 1934—1935 роках — секретар Томашпільського (?) районного комітету КП(б)У Вінницької області.
У 1935—1938 роках — секретар Центрального виконавчого комітету (ЦВК) Кримської АРСР.
У 1938 — 15 квітня 1941 року — секретар президії Верховної ради Кримської АРСР.
31 березня 1941 — листопад 1942 року — секретар Кримського обласного комітету ВКП(б) з питань загальної промисловості. Керував евакуацією кримських підприємств під час німецько-радянської війни.
З листопада 1942 року — заступник голови виконавчого комітету Південно-Казахстанської обласної ради депутатів трудящих з питань виробництва товарів широкого вжитку і продовольства.
Подальша доля невідома.

## Нагороди
- орден Червоної Зірки (20.02.1943)
- медаль «За оборону Севастополя»
- медаль «За доблесну працю у Великій Вітчизняній війні 1941—1945 рр.»
- медалі